# 林投記 (電視電影)
《林投記》（英語：Circle of Noose），2017年公視新創電影，本劇改編自作家紀羽綾的同名小說《林投記》。由李辰翔、李亦捷、黃采儀、王彩樺領銜主演。 公視+搶先於2017年10月16日上線一刀未剪版，公視主頻則於10月22日上檔。

## 播出時間

### 首播
| 頻道     | 所在地 | 首播日期       | 播放時間          |
| -------- | ------ | -------------- | ----------------- |
| 公視主頻 | 臺灣   | 2017年10月22日 | 週日 22:30－01:01 |

## 故事大綱
曉曦和母親美芳相依為命，開著一家小小的花店。美芳有睡眠障礙，曉曦新認識的男友彥豪是位精神科醫師，曉曦和母親看診後，反而變成兩人交往的障礙，彥豪堅持不能公開兩人的關係。真正的原因是他還沒走出前女友自殺陰影。
一家鄉工地挖出到了一副骨骸，竟然是曉曦二十年前在海邊失蹤的父親，美芳受到刺激，在葬禮後失蹤。眾人遍尋不著，卻在樹林裡發現美芳上吊自殺的屍體。林投姐抓交替的謠言再起。
崩潰的曉曦求助神婆麗雲，呼喚美芳的靈魂對話，卻被彥豪打斷，原來神婆是彥豪的母親，彥豪堅持曉曦需要的是醫學治療。
曉曦回到老家，記憶碎片漸漸拼湊成形，那鬼魅的身影是她一直無法面對的恐懼......

## 演員列表

### 領銜主演
| 演員   | 角色   | 介紹                                                           |
| 李辰翔 | 陳彥豪 | 精神科醫師，曉曦的男朋友，深信世界上沒有鬼怪。                 |
| 李亦捷 | 周曉曦 | 花店店長，彥豪的女朋友，與母親相依為命。                       |
| 王彩樺 | 林麗雲 | 通靈神婆，彥豪的母親，替在地人消災解厄。                       |
| 黃采儀 | 林美芳 | 曉曦的母親，因為與丈夫過往種種，最終承受不了恐懼與壓力而自殺。 |

### 主要演員
| 演員           | 角色   | 介紹                                                   |
| 黃淑（黃舒湄） | 阿蘭   | 美芳的故友，因建雄的屍身在工地發現，過往之事再度襲來。 |
| 隋玲           | 林投姐 | 相傳當年遭人騙財騙色，最後攜子上吊自殺。               |
| 吳昆達         | 周建雄 | 美芳的丈夫。                                           |
| 許乃涵         | 秀秀   | 彥豪前女友。                                           |
| 張忠瑞         | 外公   | 曉曦的外公。                                           |
| 顏知耘         | 小曉曦 | 幼年曉曦。                                             |

### 其他演員
| 演員   | 角色     | 介紹         |
| 子嫣   | 精神病患 | 彥豪的病患。 |
| 游佩諺 | 護士     | 醫院護士。   |
| 林佩霞 | 村婦     | 村民。       |
| 黃苡嫣 | 花店客人 | 花店客人。   |
| 李威宗 | 工地領班 | 工地領班。   |

### 特別客串
| 演員   | 角色 | 介紹   |
| 楊小黎 | 記者 | 記者。 |
| 廖怡祾 | 村婦 | 村民。 |

## 外部連結
- 官方网站
- 公視新創電影的Facebook專頁
- 林投記的Facebook專頁

| 臺灣 公視主頻 週日 23:30－01:00 | 臺灣 公視主頻 週日 23:30－01:00 | 臺灣 公視主頻 週日 23:30－01:00 |
| ------------------------------- | ------------------------------- | ------------------------------- |
|                                 | 林投記 （2017年10月22日）       |                                 |
| （2017年10月15日）              | 再看我一眼 （2017年10月29日）   |                                 |